# Цанко Минков
Цанко Минков Дечев е български революционер, участник в Ботевата чета.

## Биография
Роден е на 1 октомври 1856 година в село Турия. Остава сирак и израства в немотия. На 19 години, през 1875 г. заминава със свои съселяни на гурбет в Гюргево, където работи керемидарство. През пролетта на 1876 г. се среща с Христо Ботев, който събира хора за четата си. Цанко Минков се качва на кораба „Радецки“ от Гюргево. Участва във всички сражения на четата до разпръскването ѝ, в битката на Милин камък е ранен в ръката, която остава недъгава до края на живота му. След разпръскването на четата, Цанко Минков попада в групата на Димитър Икономов и Спас Соколов. Оцелелите въстаници са заловени край село Литаково и отведени в Орхание, а оттам в Софийския затвор. На 30 юли 1876 г. е амнистиран. Освободен, Цанко Минков потегля за селото си, но управниците на Турия, за да избегнат неприятности, не го оставят в селото. По-късно се заселва в Павел баня. Умира последен от всички Ботеви четници, на 5 октомври 1944 г.